# Ladybirds
Ladybirds è il titolo del settimo album ufficiale della band di rock psichedelico-progressivo italiana Twenty Four Hours, mentre è l'ottavo se si considera la pubblicazione su Jamendo, della raccolta di inediti "Before and After The Boundary".

## Il disco
Ladybirds è stato concepito durante il difficile periodo pandemico e pertanto le session di registrazione, mixaggio e mastering sono avvenute a più riprese a partire dall'Agosto 2021. In questo mese, lo storico nucleo comprendente Antonio Paparelli, Marco Lippe e Paolo Lippe si è riunito a Fano presso lo Studio Sette di Rosciano e ha registrato in dominio digitale tutte le basi dei brani in presa diretta. Le successive fasi di arrangiamento e registrazione hanno avuto luogo in varie parti d'Italia nell'ambito di quello che ormai può essere definito un vero e proprio "Studio Mobile", reso necessario oltre che dalla nota lontananza dei membri della Band, anche dai vari periodi più o meno severi di lockdown. Per questi stessi motivi non ci sarà un'ulteriore vera reunion con tutti i membri, fino all'Agosto del 2023.
Dopo l'esperienza di produzione veneta di Preganziol al "Magister Recording Area" con i produttori Andrea Valfrè e Marco Lincetto che aveva pubblicato l'album precedente sulla sua etichetta "Velut Luna", si è deciso di optare per un'autoproduzione che ha coinvolto "a distanza" numerosi professionisti: oltre a tutti i membri della Band che hanno contribuito con ripetuti, estenuanti ascolti di "rough mix", la fase di mixaggio condotta da Paolo Lippe, sicuramente la più difficile di sempre a causa delle restrizioni pandemiche, è stata guidata dall'esperienza di Fabio Serra dei Røsenkreütz e Dario Ravelli, ingegnere del suono dei Pinguini Tattici Nucleari. Andrea Valfrè ha tuttavia mantenuto il suo contributo effettuando, in dominio analogico, il mixaggio del brano "Unexpected Results", ad oggi il video della Band con più visualizzazioni su YouTube. Per quanto riguarda invece la casa discografica, la scelta è caduta sulla giovane etichetta "Andromeda Relix" di Gianni Della Cioppa, specializzata in Rock progressivo e Prog Metal, con sede a Verona.
L'album è uscito in formato CD e digitale il 25 Ottobre 2022. Il Compact Disc è distribuito in Italia da Audioglobe e all'estero da Ma.Ra.Cash Records, mentre i file liquidi sono disponibili in alta risoluzione su Bandcamp e in streaming su Spotify e analoghe piattaforme.

## Tematiche e contenuti
Forte della collaborazione di Ruggero Condò, new entry ai sassofoni, di Elena Lippe alla voce/testi, nonché della presenza del violinista Francesco D'Orazio con il suo prezioso violino Guarneri del 1711, l'album presenta una tipologia molto variabile dei brani: alcuni sono semplici e privi di particolari sovrapposizioni rispetto a quanto registrato in presa diretta, altri presentano invece la classica struttura complessa Progressivo-Psichedelica. Un'altra novità importante del disco è il cantato in italiano; ben quattro pezzi contengono testi nella lingua madre da sempre snobbata dai Twenty Four Hours, nonostante fosse stata incoraggiata da tempi immemori, persino dal primo estimatore Nick Saloman e, successivamente da alcuni critici e talora anche dai fans.
Il tema principale dei testi abbraccia il valore della vita, profondamente attaccato e sminuito dalla pandemia e dalle guerre che hanno sbattuto in faccia alla popolazione il suo aspetto meno accettabile e al contempo più naturale, ovvero la morte. Di conseguenza, anche il ruolo dell’amore, l'altro tema del disco, è stato profondamente ridimensionato sempre a causa dei recenti accadimenti, talora annichilendosi per imposizione o, al contrario, espandendosi istintivamente per reazione. Le coccinelle presenti nel titolo e nel retro-copertina vogliono essere un augurio in tal senso, decisamente agli antipodi della follia umana che non ha trovato nulla di meglio delle guerre, come risposta al disagio e alle morti di tre anni di pandemia.

## Tracce
1. Crevasses and Puddles – 6:06
2. Una Perla Vive Nascosta Tutta la Vita – 6:34
3. Unexpected Results – 6:08
4. Ghost Pension – 4:49
5. Why Should I Care for Strangers! – 8:30
6. Permanent War – 5:00
7. Incantesimo K-44 – 5:06
8. Eterno Grembo che Dona – 7:14
9. Caroline – 8:28
10. Hypocrite and Slacker God – 8:15